# Шейковая гниль лука
Ше́йковая гниль лу́ка — заболевание некоторых видов лука, вызываемое грибком ботритис луковый (Botrytis allii). Может наносить значительный ущерб в хозяйстве, повреждая луковицы во время хранения, в поле вызывает недоразвитие семян. Чаще всего поражаются лук репчатый и лук-шалот.

## Заражение
Заражение происходит в поле и при хранении: мицелием и конидиями от больного посадочного материала — луковиц или семян, от больных луковиц при хранении или от перезимовавших в почве и в луковицах склероциев. Заражению способствует посев на тяжёлых суглинистых почвах, так как на других типах почвы мицелий гриба быстро погибает, не выдерживая конкуренции с микроорганизмами. Заражение пероноспорозом (ложной мучнистой росой) увеличивает вероятность развития шейковой гнили. Способствует заражению в поле, особенно в средней полосе, и поздняя уборка в дождливую погоду. Препятствует проникновению мицелия в шейку луковицы быстрое подсыхание листьев. Скороспелые сорта и сорта с тёмной окраской луковиц более стойки к заболеванию.

## Развитие болезни
Болезнь развивается через 1—1,5 месяца после начала хранения луковиц. Шейка луковицы размягчается и становится слизистой, затем покрывается серым или черноватым пушистым налётом — спороношениями гриба. Позже в верхней части луковицы появляются чёрные склероции, которые могут сливаться в сплошную корку, ткань буреет и приобретает вид печёной, между сочными листьями тоже образуются спороношения. За 1—2 месяца луковица сгнивает и заражает здоровые. Наиболее интенсивно шейковая гниль развивается при температуре 15—20 °C.
При высадке заражённых луковиц в сырую погоду развивается поражение цветоносов и соцветий, семена часто недоразвиваются.

## Меры борьбы
- Соблюдение четырёхлетнего севооборота.
- Своевременная уборка и просушка луковиц до подсыхания листьев перед хранением.
- Сортировка во время хранения, выбраковка повреждённых.
- Соблюдение оптимального режима хранения — температура 0—3 °C и относительная влажность воздуха 70—80%.
- Термическая обработка семян или протравливание их фунгицидами (ТМТД, фентиурам и др.)
- При семенном посеве — опрыскивание от пероноспороза (препараты манкоцеб, мефеноксам, хлороталонил).
- Правильный режим внесения удобрений: азотные вносятся в начальном периоде вегетации, доза фосфорных и калийных повышается во второй половине роста.